# Manoir de Kergal Pasco
Le manoir de Kergal Pasco est un édifice situé à Languidic, en France.

## Situation
Le manoir est situé sur le territoire de la commune de Languidic, au lieu-dit Kergal Pasco, dans le département du Morbihan, en région Bretagne.

## Description
Le manoir date des XVIIe et XIXe siècles, édifice à un étage carré. Toiture à longs pans recouverte d'ardoises. Escalier hors-œuvre : escalier à vis sans jour.

## Histoire
Édifice du XVIIe siècle, partiellement remanié en 1835. Une dépendance est datée de 1831. Le puits est daté de 1865.
Le manoir est inscrit à l'inventaire général du patrimoine culturel.